# Танковая улица
Танковая улица (тат. Танк урамы) — крупная транспортная магистраль в Казани, вдоль которой проходит граница между Приволжским и Советским районами.

## Название
Вопрос о дате присвоения названия улице Танковой пока остаётся открытым. Эти сведения отсутствуют и в официальном «Реестре названий улиц города Казани», и в известном справочном издании К.Ф. Амирова, Р.Х. Ахметзянова и Р.Г. Вениаминова. 
Довольно спорным представляется утверждение авторов вышеуказанного издания, считающих, что название улицы Танковая произошло от танкового училища, расположенного недалеко от неё.
В действительности название произошло от танкового полигона (танкодрома), который с 1929 года располагался на возвышенности к северу от современной улицы Танковой и принадлежал секретной советско-немецкой танковой школе «Кама».
Казанский историк Булат Султанбеков в своём очерке «“Кама” на Волге» пишет следующее: 
«Осенью 1926 года между представителем ВИКО в Москве полковником авиации рейхсвера Лит-Томсеном и представителем «КА» Я. Берзиным (руководитель разведуправления РККА) был подписан договор об организации в Казани танковой школы. Новому учреждению передавались помещения бывших Каргопольских казарм, примыкавших к озеру Кабан. Напротив, на небольшой возвышенности, располагался пустырь, пригодный для проведения ходовых испытаний техники и тактических занятий. Для более крупномасштабных операций и учений предполагалось использовать находящийся в семи километрах к юго-востоку от казарм полигон.»
Именно «пустырь, пригодный для проведения ходовых испытаний техники и тактических занятий», называвшийся танкодромом, дал название улице Танковой. Более того, сама улица была проложена по дну оврага, который в народе так и назывался – Танковый овраг. Танкодром также дал название, хотя и неофициальное, микрорайону, построенному на его месте в 1960-х – 1970-х годах.

## Расположение
Улица Танковая начинается от крупной транспортной развязки Танковое кольцо на Оренбургском тракте и идёт в северо-восточном направлении, плавно извиваясь вдоль русла Танкового оврага, до пересечения с улицами Хусаина Мавлютова и Рихарда Зорге.
К югу от неё расположен жилой район Горки, к северу – микрорайон Танкодром. 
Общая длина улицы Танковой составляет 1,94 км.

## История
Улица Танковая появилась в 1970-х годах с началом строительства к югу от неё жилого района Горки. Впрочем, дорога на её месте, очевидно грунтовая, была ещё в 1960-е годы (а возможно и раньше), что подтверждается анализом космического снимка данного района Казани, сделанного с американского спутника в 1966 году.
Пролегая вдоль длинного и достаточно глубокого оврага, улица Танковая на всём своём протяжении не имеет застройки. С обеих сторон она засажена деревьями и по этой причине является одной из самых зелёных улиц Казани. Тем не менее несколько частных домовладений, расположенных на южном склоне Танкового оврага, но не выходящих непосредственно на улицу (они расположены недалеко от 1-го микрорайона Горок), имеют адресацию по улице Танковой.
В 1976 году на улице Танковой открылась троллейбусная линия (маршрут № 8). Со временем здесь возникло интенсивное транспортное движение (проезжая часть улицы имеет разделительную полосу), так что ещё в советский период через улицу было построено два надземных пешеходных перехода: один соединяет улицу Комарова с Межрегиональным клинико-диагностическим центром (МКДЦ), другой – два участка разделённой Танковым оврагом улицы Карбышева.

## Городской общественный транспорт
По улице Танковой проходят следующие маршруты городского общественного транспорта (по состоянию на ноябрь 2018 года):
- автобусные – №№ 4, 5, 47, 68;
- троллейбусные – №№ 8, 9, 12.

На пересечении улиц Танковой и Рихарда Зорге расположена станция метро «Горки».
- Надземный пешеходный переход через улицу Танковую, соединяющий улицу Комарова с Межрегиональным клинико-диагностическим центром (МКДЦ) (май 2019)
- Вид на Межрегиональный клинико-диагностический центр (МКДЦ) со стороны улицы Танковой (май 2019)
- Надземный пешеходный переход через улицу Танковую, соединяющий микрорайон Танкодром и жилой район Горки (декабрь 2018)
- Надземный пешеходный переход через улицу Танковую. Вид в сторону Танкодрома (декабрь 2018)
- Остановка «Карбышева» на улице Танковой (декабрь 2018)